# Предео изузетних одлика Доња Мостонга
Предео изузетних одлика Доња Мостонга је типичан пример панонског предела са присутним станишним типовима и врстама карактеристичним за евроазијску степску зону, који у овом делу Европе достижу своје крајње границе или су јединствени за подручје Панонске низије.
Налази у Војводини на територији Западнобачког округа између Бача, Дероње и Каравукова, у сливном подручју некадашњег доњег тока реке Мостонге, данас деонице канала „Бачки Петровац–Каравуково” у саставу основне каналске мреже хидросистема Дунав-Тиса-Дунав.

## Историјат
Покрајински завод за заштиту природе доставио је 13. јануара 2022. године Студију заштите Предела изузетних одлика „Доња Мостонга” Покрајинском секретаријату за урбанизам и заштиту животне средине, као надлежном органу. На основу Закона о заштити природе, Министарство заштите животне средине Републике Србије је покренуо поступак заштите природног подручја друге категорије због јединственог простора шумо–степе на заслањеном земљишту.
Циљ им је очување и унапређење стања природних, предеоних и културних вредности – заштите станишта строго заштићених врста шумских, шумо–степских, слатинских и влажних станишта, унапређења стања осетљивих и за заштиту приоритетних станишних типова, као и популација угрожених врста, очување културног наслеђа и традиционалних делатности које су у функцији очувања и управљања стаништима, као и интеграције ових вредности у развој локалних насеља.

## Простор
Предео изузетних одлика Доња Мостонга има површину од укупно 3190,19 хектара. Према структури површина катастарских општина по власништву, површине у заштићеном подручју су 64,06% у државној, 0,57% + 31,15% у процесу реституције у приватној, 4,22% у јавној и < 0,01‰ у другим облицима својине.
Простор Доње Мостонге је саставни део регионалног еколошког коридора који повезује водене и мочварне биотопе Подунавља, односно еколошки значајна подручја на територији Републике Србије.

## Категорија заштићеног подручја
На заштићеном подручју успостављени су режими заштите другог и трећег степена. Ради ублажавања спољних утицаја, изван граница заштићеног подручја одређена је заштитна зона површине 2550 хектара. Према Правилнику о критеријумима вредновања и поступку категоризације заштићених подручја сврстан је у другу категорију – покрајинског/регионалног великог значаја.
У складу са Уредбом о еколошкој мрежи, у бази података Покрајинског завода за заштиту природе, идентификовани су елементи еколошке мреже који обухватају Предео изузетних одлика Доња Мостонга. У новоформираној мрежи европски значајних подручја за птице налази се и подручје „Шуме западне Бачке” под кодом RS075 „Foгests of West Backa” у које улазе и подручја унутар граница са заштитом.